# Slag om Korsoen
De Slag om Korsoen-Tsjerkasy vond plaats van 24 januari tot 16 februari 1944 aan het oostfront van de Tweede Wereldoorlog. De veldslag maakte deel uit van het Sovjet Dnjeproffensief. Het 1e en 2e Oekraïense Front, onder leiding van respectievelijk Nikolaj Vatoetin en Ivan Konev, wisten Duitse troepen van Legergroep Zuid te omsingelen in een gebied nabij de rivier Dnjepr. In de weken daarna probeerden de twee fronten de omsingelde Duitse troepen te vernietigen. De Duitsers probeerden tegelijkertijd uit te breken, wat gecombineerd werd met een ontzetting van buitenaf. Dit leidde tot zware verliezen.
De overwinning van de Sovjets in deze veldslag was een succesvolle toepassing van de diepe operatiedoctrine. Volgens deze doctrine moest een doorbraak van de vijandelijke linies gevolgd worden door de inzet van reservetroepen, die moesten doorstoten naar het strategische achterland van de vijand. De levering van grote hoeveelheden Amerikaanse en Britse vrachtwagens en halfrupsvoertuigen gaven de Sovjettroepen meer mobiliteit dan zij daarvoor hadden. Samen met de mogelijkheid van de Sovjets om grote hoeveelheden eenheden in reserve te houden, gaf dit het Rode Leger de gelegenheid om telkens weer tot ver achter de Duitse frontlinie door te dringen.
Hoewel de gevechten niet leidden tot de ineenstorting van het Duitse front, iets waar de Sovjetbevelhebbers op gehoopt hadden, betekenden ze een groot verlies van het aantal troepen en zware wapens dat de Duitsers ter beschikking hadden. Gedurende de rest van de oorlog brachten de Sovjets grote Duitse eenheden in gevaar, terwijl de Duitsers constant moesten reageren op de ene crisis na de andere. Bewegelijke Sovjet offensieven bleven voor de rest van de oorlog het kenmerk van het Oostfront.

## Januari 1944
In de herfst van 1943 hadden de Duitse troepen van veldmaarschalk Erich von Manstein's Legergroep Zuid, waaronder het 8e Leger onder generaal Otto Wöhler, zich teruggetrokken naar de Pantherlinie, een defensieve stelling in Oekraïne die de loop van de Dnjepr volgde. Bij aankomst ontdekten de Duitse soldaten dat de aanleg van deze stelling net begonnen was en dat de fortificaties nog niet waren gebouwd.
Op 1 december 1943 braken de Sovjets door de linie en stak het Rode Leger in groten getale de Dnjepr over. Slechts twee legerkorpsen, het 11e onder generaal Wilhelm Stemmermann en het 42e onder luitenant-generaal Theobald Lieb, wisten een saillant in de nieuwe frontlinie bezet te houden. Deze saillant liep ten westen van Tsjerkasy zo'n 100 kilometer naar het aan de Dnjepr gelegen Kanev, met het dorp Korsoen ongeveer in het midden. Het 1e Oekraïense Front bevond zich aan de linkerzijde en het 2e Oekraïense Front aan de rechterzijde.
Maarschalk Georgi Zjoekov realiseerde zich dat dit de ideale gelegenheid was om Wöhlers 8e Leger te vernietigen, gelijk de vernietiging van het 6e Leger tijdens de Slag om Stalingrad. Zjoekov adviseerde het Sovjet-oppercommando (Stavka) om het 1e en 2e Oekraïense Front een tweevoudige omsingeling te laten uitvoeren: een binnenste linie rond de ingesloten Duitsers en een buitenste linie om eventuele ontzettingspogingen te blokkeren. Ondanks herhaalde waarschuwingen van Manstein en anderen weigerde Hitler de kwetsbare troepen terug te trekken.
Generaal Konev hield op 15 januari in zijn hoofdkwartier een bespreking met zijn commandanten en hun politieke commissarissen om de bevelen van Stavka door te geven. De eerste aanval zou vanuit het zuidoosten uitgevoerd worden door het 53e Leger en het 4e Gardeleger, met het 5e Garde Tankleger in reserve om gebruik te kunnen maken van een eventuele doorbraak. In het geval van een noemenswaardige vooruitgang, zouden deze eenheden geholpen worden door het 52e Leger, het 5e Garde Cavaleriekorps en het 2e Tankleger. Vanuit het noordwesten zou de aanval van Konevs 2e Oekraïense Front ondersteund worden door een aanval van het 1e Oekraïense Front van Vatoetin, dat zou aanvallen met het 27e Leger, 40e Leger en het 6e Tankleger.

## Omsingeling

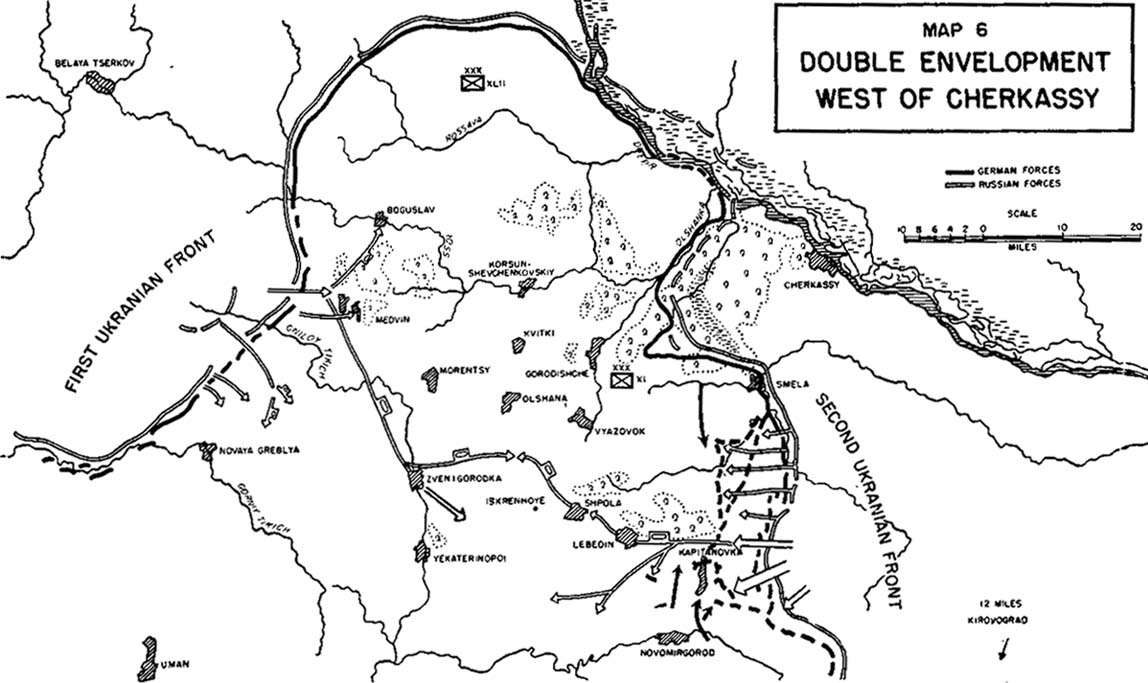
Het Sovjetoffensief dat de omsingeling bewerkstelligde.

Het Sovjetoffensief begon op 24 januari toen Konevs 2e Oekraïense Front de saillant vanuit het zuidoosten aanviel. Een doorbraak werd al snel bewerkstelligd en werd de volgende dag verder uitgebuit door het 5e Garde Tankleger en het 5e Garde Cavaleriekorps. Ondanks dat het Duitse 8e Leger een aanval verwacht had, werden zij alsnog verrast door de inzet van het nieuw gevormde 6e Tankleger. Deze eenheid, die beschikte over 160 tanks en 50 stuks mobiel geschut, was onervaren. Het duurde daardoor langer om de westelijke flank van de saillant te penetreren. Een mobiele groep, onderdeel van de 233e Tankbrigade van het 5e Gemechaniseerde Korps, wist met 50 tanks en 200 met machinegeweren uitgeruste infanteristen op 28 januari Lysjanka in te nemen en de buitenwijken van Zvenyhorodka te bereiken. Daar ontmoetten ze het 20e Tankkorps van het 2e Oekraïense Front. In de daaropvolgende drie dagen vormden de twee tanklegers een dun bemande buitenste ring, terwijl de binnenste ring werd gevormd door het 27e Leger, 52e Leger en het 4e Gardeleger.
De Sovjetcommandanten waren optimistisch over het verloop van de operatie. Stalin was een tweede Stalingrad beloofd en verwachtte er dus ook een. Konev liet weten: "Maak je maar geen zorgen, Kameraad Stalin. De omsingelde vijand zal niet ontsnappen." In het omsingelde gebied bevonden zich bijna 60.000 troepen van zes Duitse divisies, die elk op ongeveer 55% sterkte zaten, samen met een aantal kleinere eenheden. Onder de omsingelde Duitse troepen bevond ze de 5e SS Pantserdivisie Wiking, met de 5e SS Infanteriebrigade Wallonien, het Estste SS infanteriebataljon Narwa en duizenden Russische hulptroepen. Generaal Wilhelm Stemmermann, de commandant van het 11e Legerkorps, kreeg het bevel over de omsingelde troepen. Deze troepen kregen daardoor de benaming Gruppe Stemmermann. De 5e SS Pantserdivisie, met 11.400 soldaten, had de beschikking over 30 inzetbare Panzer III/IV tanks en mobiel geschut. De divisie had verder 47 artilleriestukken, waarvan er 12 mobiel waren.

## Duitse ontzettingspogingen

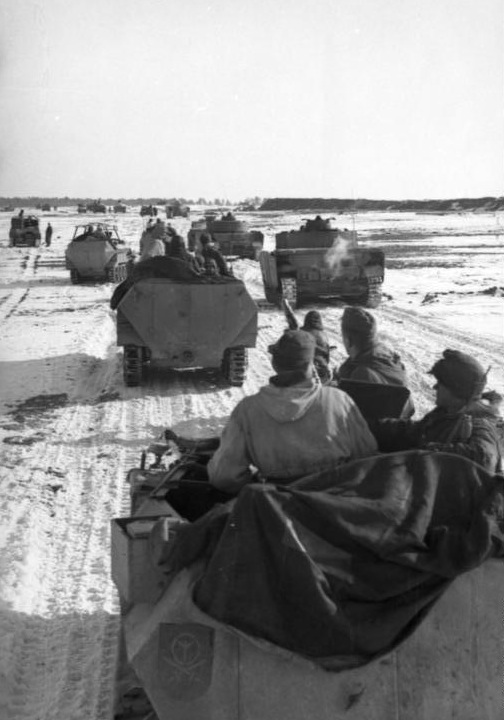
Het begin van de ontzettingspoging. Voertuigen van de 1e Pantserdivisie trekken begin februari 1944 richting de omsingelde troepen.

Manstein kwam snel in actie en begin februari stonden het 3e en 47e Pantserkorps klaar om de omsingeling te doorbreken. Hitler greep echter in en gaf het bevel om de aanval te veranderen in een poging om de twee Sovjet legergroepen te omsingelen.
Generaal Hermann Breith, commandant van het 3e Pantserkorps, vroeg toestemming om de ontzettingstroepen samen te voegen en een corridor te vormen naar Gruppe Stemmermann. Dit verzoek werd afgewezen en men probeerde de Sovjetlegers te omsingelen. De aanval van de 11e Pantserdivisie, 47e Pantserkorps, kwam aan de zuidoostelijke flank al snel tot stilstand, omdat er maar 27 tanks en 34 stuks gemechaniseerd geschut inzetbaar waren. Het 3e Pantserkorps bleef proberen door te breken, maar op 8 februari was het voor iedereen duidelijk dat de poging mislukt was. Manstein gaf daarop het bevel voor een rechtstreekse aanval in de richting van de posities van Gruppe Stemmermann. Het reorganiseren en verplaatsen van het 3e Pansterkorps duurde echter drie dagen.
Op 11 februari begon Breith aan een aanval met de 16e en 17e Pantserdivisie langs de Gniloy Tikich rivier. Zij wisten in eerste instantie veel vooruitgang te boeken. Zij werden langs hun noordelijke flank ondersteund door de 1e Pantserdivisie en de 1e SS Pantserdivisie Leibstandarte SS Adolf Hitler. Maar naarmate ze verder de Sovjetposities penetreerden, gaf Zjoekov aan Vatoetin opdracht vier tankkorpsen bijeen te brengen en de Duitse voorhoede af te sneden. Ondertussen begon het warmer te worden, waardoor de wegen veranderden in modderpoelen en de Duitse vooruitgang steeds moeilijker werd. De Sovjets hadden hier minder last van, omdat zij gebruik maakten van vier- en zeswiel aangedreven voertuigen.
Konev gaf opdracht aan het 4e Gardeleger en het 5e Garde Cavaleriekorps om het omsingelde gebied in de nacht van 5 op 6 februari in tweeën te splitsen. De aanval zou zich richten op de plek waar de twee omsingelde Duitse legerkorpsen met elkaar in verbinding stonden. Toen de aanval begon, was de bedoeling ervan al snel duidelijk bij Stemmermann en Lieb. Stemmermann gaf de 5e SS Divisie bevel een tegenaanval uit te voeren. Samen met de 72e Infanteriedivisie brachten de Sovjetaanval tot een halt. Het Rode Leger deed tussen 7 en 10 februari nog een poging, maar deze aanval werd bemoeilijkt door bevoorradingsproblemen. De aanval van het 3e Pantserkorps langs de Gniloy Tikich rivier maakte de aanvoerlijnen van Veatoetin's 6e Tankleger een stuk langer. De Rode Luchtmacht probeerde enkele eenheden via de lucht te bevoorraden. Ondanks deze logistieke problemen slaagden eenheden van het 2e Oekraïense Front erin op 10 februari Korsoen te naderen, waardoor het omsingelde gebied verkleind werd tot een omvang van 9 bij 11 kilometer.

## Duitse manoeuvres in het omsingelde gebied
Op 11 februari zette het 3e Pantserkorps zijn aanval naar het oosten door. Zij wisten de Gniloy Tikich rivier te bereiken en een klein bruggenhoofd aan de andere oever te vestigen. Zij konden echter niet verder oprukken, wat erop neerkwam dat Gruppe Stemmermann een weg naar buiten zou moeten vechten.
Beide partijen beseften dat de Duitse ontzettingspogingen in een cruciale fase waren beland. Ondanks aanmoedigen door Sovjet propaganda, hadden vrijwel geen omsingelde Duitse militairen zich overgegeven. Zjoekov besloot onderhandelaars te sturen met voorwaarden voor overgave. Maar Stemmermann en Lieb weigerden hiermee in te stemmen.

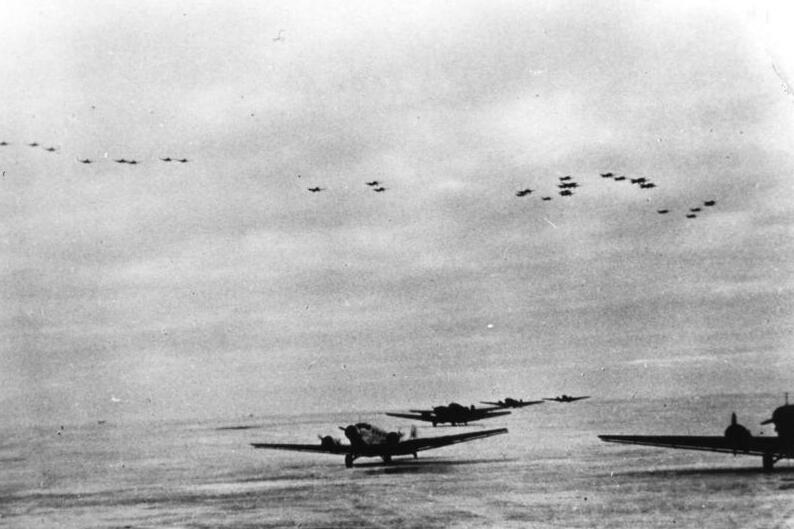
Junkers Ju 52/3m transportvliegtuigen op het vliegveld van Korsoen, januari 1944.

De Duitse luchtmacht zette ondertussen een luchtbrug in voor zowel de omsingelde troepen als de ontzettingsmacht. Op 28 januari zette het 8e Luchtkorps 832 transporttoestellen, 478 bommenwerpers, 58 duikbommenwerpers en 168 jachtvliegtuigen in. Hiervan gingen 32 transportvliegtuigen, 13 bommenwerpers en 5 jachtvliegtuigen verloren. Nadat het vliegveld van Korsoen op 12 februari werd verlaten, werden de voorraden per parachute neergelaten.
De Luftwaffe leverde 314.000 liter benzine, 868 ton munitie en vier ton medische spullen aan de omsingelde troepen en 325 ton munitie, 281.000 liter benzine en 24 ton voedsel aan de voorhoedes van de ontzettingstroepen. Daarnaast evacueerde men 4.161 gewonden vanaf het vliegveld bij Korsoen. De leveringen bezorgden echter maar de helft (78 ton) van de dagelijkse benodigdheden (150 ton) aan de omsingelde troepen.
Stemmermann begon zijn troepen in het noorden van het gebied terug te trekken om een aanval naar het zuiden te kunnen uitvoeren om zo de ontzettingstroepen tegemoet te komen. De omsingelde troepen wilden de dorpen Novo Buda, Komarovka, Khilki en Shanderovka in het zuidwesten innemen zodat ze een goede springplank hadden voor de uitbraakpoging. Op 11 en 12 februari namen elementen van de 72e Infanteriedivisie Novo-Buda en Komarovka in. In de avond van 15 februari wisten ze ook Khilki in te nemen. Van alle Duitse divisies in het omsingelde gebied droeg de 5e SS Pantserdivisie het meeste bij aan de uitbraakpoging, omdat zij de enige mobiele eenheid was en hierdoor snel verplaatst kon worden om mogelijke doorbraken van de Sovjets te stoppen.
Het omsingelde gebied was naar het zuiden verplaatst en bevond zich nu nabij het dorp Shanderovka. Deze nederzetting werd ingenomen door troepen van de 72e Infanteriedivisie, daarna heroverd door eenheden van het Sovjet 27e Leger en uiteindelijk opnieuw veroverd door het regiment Germania van de 5e SS Pantserdivisie. Bij het vallen van de nacht op 16 februari was het 3e Pantserkorps de voorhoede van Gruppe Stemmermann tot op zeven kilometer genaderd.

## Uitbraakpoging

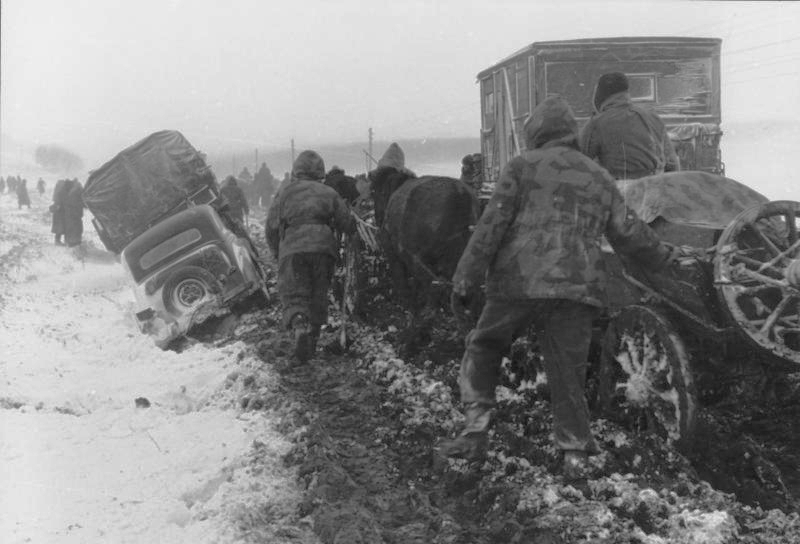
Drukte op de wegen.

De noordelijke aanval richting het omsingelde gebied van het 3e Pantserkorps was tot stilstand gekomen door vastberadenheid van het Rode Leger, het moeilijk begaanbare terrein en benzinetekorten. Na diverse mislukte pogingen van Duitse pantsereenheden om Heuvel 239 in te nemen en door te stoten naar Shanderovka, dwongen Sovjet tegenaanvallen door het 5e Gardeleger het 3e Pantserkorps tot kostbare defensieve acties. Het 8e Leger liet Stemmerman weten dat "mogelijkheid tot actie van het 3e Pantserkorps wordt beperkt door het weer en logistieke problemen. Gruppe Stemmermann moet op eigen krachten oprukken naar de lijn Zjurzintsji - Heuvel 239. Daar kan men contact maken met het 3e Pantserkorps."
De boodschap liet niet weten dat zowel Zjurzjintsji als Heuvel 239 in Sovjethanden was, wat Gruppe Stemmermann veel verliezen kostte tijdens de Duitse uitbraakpoging. Lieb werd door het 8e Leger aangewezen om de uitbraak te leiden. In de zeven kilometer die Gruppe Stemmermann van het 3e Pantserkorps scheidde, verzamelde Konev zijn troepen voor een aanval die op 17 februari plaats zou moeten vinden. Zijn drie legers - het 4e Gardeleger, 27e Leger, 52e Leger en het 5e Garde Cavaleriekorps - lagen om de omsingelde Duitse troepen heen. Deze troepenmacht bevatte ook eenheden van het 5e Garde Tankleger, dat met zijn tanks precies in het gebied was dat tussen Gruppe Stemmermann en het 3e Pantserkorps lag.
Stemmermann koos ervoor achter te blijven met een achterhoeve van 6.500 man; alles wat nog over was van de 57e en 88e Infanteriedivisies. Het omsingelde gebied was op dit moment nog maar 5 kilometer breed, zonder ruimte om te bewegen. Shanderovka, ooit gezien als een goede ontsnappingsroute, werd bekend als de 'Hellepoort'. Het Rode Leger bestookte het gebied met zware artillerie- en rakettenbeschietingen en de Rode Luchtmacht voerde dagelijks grondaanvallen uit, slechts af en toe gehinderd door de Luftwaffe. Diverse dagboeken beschrijven een deprimerende scène, met brandhaarden die veroorzaakt waren door Sovjet bombardementen, overal vernietigde of achtergelaten voertuigen en gewonde mannen en ongeorganiseerde eenheden op de modderige wegen. Oekraïense burgers zaten ondertussen gevangen tussen de strijdende partijen. Op 16 februari 1944 stuurde Manstein, zonder op een beslissing van Hitler te wachten, een radioboodschap aan Stemmermann waarin hij toestemming gaf voor de uitbraakpoging: "Wachtwoord Vrijheid, doel Lysjanka, 2300 uur."

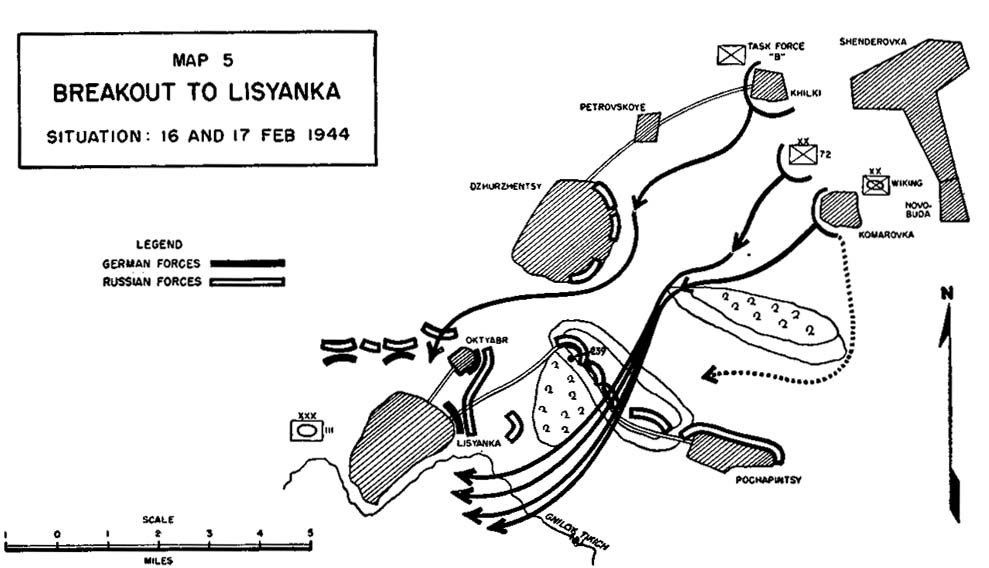
De Duitse uitbraak

Met zeer veel tegenzin besloten Stemmermann en Lieb de 1.450 zware gewonden achter te laten bij Shanderovka, vergezeld door doktoren. De troepen begonnen zich bij zonsopgang te verzamelen in drie colonnes: Divisiegroep 112 in het noorden, de 5e SS Pantserdivisie in het zuiden en de 72e Infanteriedivisie in het midden, met het versterkte 105e Infanterieregiment als voorhoede. Diverse bataljons en regimenten bereikten de Duitse linies nabij Oktjabr om 04.10 uur. Het 105e bereikte Lysjanka om 06.30 uur.
Aan de linkerzijde keerden verkenningstroepen terug met het nieuws dat Heuvel 239 bezet was door T-34 tanks van het 5e Gardetankleger. Deze hooggelegen gebieden moesten omzeild worden. De richting van de Duitse terugtocht moest verlegd worden naar het zuiden, richting de Gniloy Tikitsj rivier. Met de komst van daglicht begon de Duitse uitbraak uit elkaar te vallen. Maar weinig pantservoertuigen en zwaar materiaal kon de gladde, modderige heuvels beklimmen en deze moesten worden achtergelaten.
Generaal Konev, op de hoogte van de Duitse uitbraakpoging, besloot zijn belofte aan Stalin te houden en niet toe te staan dat de Duitsers konden ontsnappen. De inlichtingendienst van de Sovjets overschatte echter de kracht van het 3e Pantserkorps en Konev besloot met veel troepen op te trekken. Rond deze tijd deed de nieuwe IS-2 tank haar intrede op het slagveld. Konev beval alle beschikbare pantsertroepen en artillerie-eenheden om de ontsnappende eenheden aan te vallen, te isoleren en dan stuk voor stuk te vernietigen. De twee Sovjet divisies die de blokkade vormden, de 206e Infanteriedivisie en de 5e Garde Luchtlandingsdivisie, werden al snel uiteengeslagen door de Duitse troepen. Zonder infanteriesteun namen de Sovjettanks de Duitse eenheden vanaf grote afstand onder vuur. Zonder anti-tankwapens konden de Duitsers niks doen om te voorkomen dat T-34 tanks inreden op ondersteuningstroepen, stafcompagnieën, achterblijvers en gewonden.

Wat volgt was een scène die de oorlog op zijn wreedst laat zien:
"Onder de gele lucht van de vroege ochtend en door de natte sneeuw heen reden de Sovjet tanks naar het breedste deel van de colonne, reden ze op en neer, mensen dodend met hun rupsbanden. Tegelijkertijd braken Kozakken weg van de tanks om de mannen af te slachten die naar de heuvels renden. Handen die de lucht in werden gestoken als teken van overgave werden door de zwaarden van de Kozakken afgehakt. Deze jacht op mensen duurde urenlang en ging verder aan de oever van de Gniloj Tikitsj rivier, waar de overlevers van de eerste gevechten tussen de Duitse colonne met Sovjet troepen nog aan het vechten waren." - John Erickson in The Road to Berlin, pagina 178.
Rond het middaguur hadden de meeste Duitse eenheden de Gniloj Tikitsj bereikt, een rivier die door het smeltwater gegroeid was tot een breedte van 15 meter en 2 meter diep was. Ondanks dat de 1e Pantserdivisie een brug hadden veroverd en genisten een tweede hadden aangelegd, zagen de in paniek zijnde mannen de rivier als hun enige ontsnapping. Omdat de hoofdmacht zich ten zuiden van de bruggenhoofden bevond, werden de laatste tanks en vrachtwagens het water ingereden, bomen werden omgehakt om bruggen te maken en de troepen zwommen naar de overkant, waarbij er honderden verdronken. Anderen stierven aan onderkoeling. Tegen het einde van de uitbraak hadden genisten nog een aantal bruggen gebouwd en konden de achterhoede-eenheden van de 57e en 88e Infanteriedivisies droog oversteken, waaronder 20 door paarden voortgetrokken wagens met 600 gewonden.
Dat er nog zoveel wisten te ontsnappen naar de Duitse linies bij Lysjanka was vooral te danken aan de pogingen van het 3e Pantserkorps om Gruppe Stemmermann te ontzetten. Zij beschikten over Tiger en Panther tanks en een geniebataljon dat gespecialiseerd was in de aanleg van bruggen.

## Uitkomst
De Sovjet omsingeling van Tsjerkasy-Korsoen bracht zware verliezen toe aan zes Duitse divisies. Hoewel de meeste omsingelde troepen wisten te ontsnappen, waren ze gedwongen veel zwaar materiaal achter te laten. Deze eenheden moesten achter het front uitrusten en opnieuw opgebouwd worden. De ontsnapte gewonden werden naar medische posten in Uman en naar ziekenhuizen in Polen vervoerd en kregen aansluitend verlof voor een bezoek aan huis.

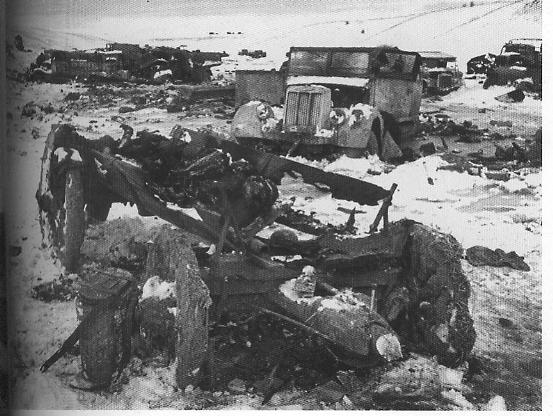
Tijdens de uitbraak moest er veel zwaar materieel achtergelaten worden.

Na de oorlog beschreef Lieb de gebeurtenissen vanuit zijn standpunt aan Amerikaanse ondervragers:
"De 72e en Wiking divisies waren compleet met elkaar vermengd. Zij hadden geen tanks, artillerie of voertuigen meer. Veel soldaten hadden überhaupt geen wapens meer, en nog een aantal geen schoenen. Beide divisies waren niet gevechtsklaar. Een regiment was intact en had nog enige artilleriesteun. Maar dit regiment had geen voertuigen en geen voedsel meer. Alle 2.000 gewonden werden via de lucht geëvacueerd. (...) Wegens een gebrek aan voertuigen en brandstof, was het 3e Pantserkorps niet in staat om zijn eenheden in het gebied van Lysjanka en Oktjabr te versterken. Het had geen voorraden meer en zijn voorhoede was niet in staat voedsel te leveren aan de eenheden die omsingeld waren geweest."
Met de Duitse pantserreserve ingezet bij Korsoen, sloegen de Sovjets toe in twee andere sectoren van Legergroep Zuid. Het 13e en 60e Leger van Vatoetins 1e Oekraïense Front trok ten zuiden van de Pripjatmoerassen op, nam de resten van het Duitse 13e Korps gevangen tijdens de Slag bij Rovno en trok verder naar Loetsk. Verder naar het zuiden vielen het 3e en 4e Oekraïense Front aan langs de bocht in de Dnjepr rivier, waarbij men Kryvji Rih wisten in te nemen.
Generaal Stemmermann werd gedood tijdens de uitbraak toen zijn wagen werd geraakt door een Sovjet antitankkanon. Generaal Lieb wist de oorlog te overleven. Generaal Vatoetin werd op 29 februari 1944 neergeschoten door Oekraïense nationalisten en stierf op 15 april. De commandant van het 2e Oekraïense Front, generaal Konev, werd gepromoveerd tot maarschalk vanwege zijn overwinning bij Korsoen. Konev overleefde de oorlog.

## Beoordeling

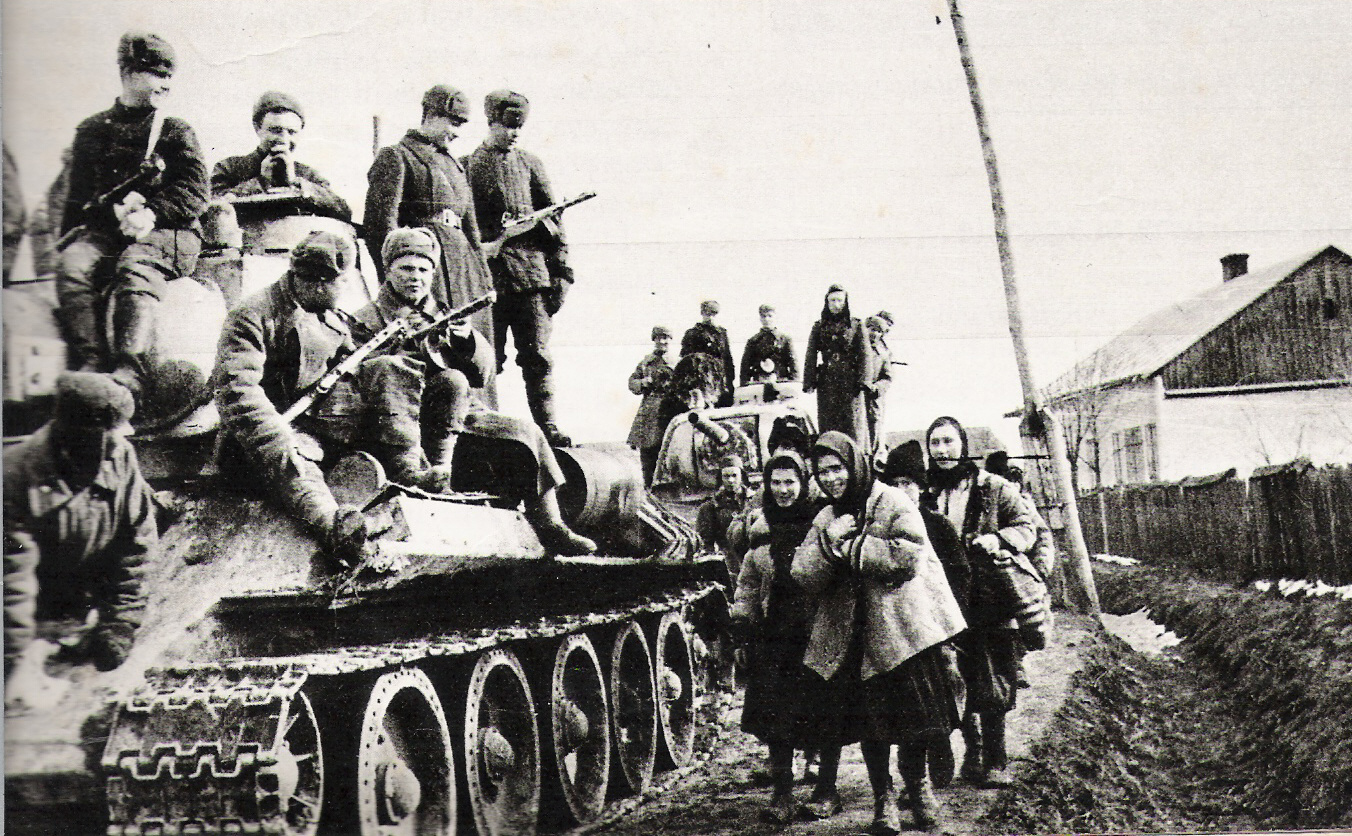
Sovjettroepen in Oekraïne, 1944

De Slag om Korsoen was een grote Sovjet-overwinning, die de latere invasie van Roemenië mogelijk maakte. Een volledig Duits leger werd omsingeld en terwijl de omsingeling steeds krapper werd, waren de omsingelde troepen gedwongen via gaten in de Sovjetlinies te ontsnappen, wat leidde tot zware verliezen en het achterlaten van veel materiaal.
Hitlers aandringen om de kwetsbare saillant bezet te houden vormde een beperking voor de Duitse bevelhebbers. Toen de Sovjets de Duitsers hadden omsingeld, bereikten ontzettingspogingen gemengde resultaten. De doelmatigheid van de Duitse tegenaanval werd beperkt door Hitlers idee om zijn troepen op te splitsen om een dubbele omsingeling te bewerkstelligen. De aanvallen van het 47e Pantserkorps waren niet effectief vanwege de zwakte van haar divisies. Hoewel het 3e Pantserkorps veel sterker was, verspeelde het een week aan een mislukte poging de Sovjets te omsingelen. Toen het eindelijk toestemming kreeg om Gruppe Stemmermann te ontzetten, waren de Duitsers niet in staat om de zware tanks van voldoende brandstof te voorzien, waardoor de opmars tot stilstand kwam op Heuvel 239. Deze logistieke mislukking werd nog eens versterkt door de onvolledigheid van de radioboodschap aan Generaal Stemmermann waarin hij het bevel kreeg uit te breken. Heuvel 239 bleef in handen van de Sovjets, wat leidde tot zware verliezen onder Stemmermanns troepen.
De Sovjetoperaties gingen echter ook gebukt onder fouten. Op basis van foutieve inlichtingen overschatte men het aantal Duitse troepen in het omsingelde gebied. Tegelijkertijd onderschatte de Sovjets de Duitse mogelijkheid tot het uitvoeren van een tegenaanval en moest men op het laatste moment troepen aanvoeren om de omsingeling te versterken. Verder was de Sovjetluchtmacht niet in staat om de Duitse bevoorrading via de lucht te verhinderen. Uiteindelijk waren de omsingelende troepen niet in staat een Duitse uitbraak te voorkomen, waardoor een groot aantal Duitsers wist te ontsnappen. Het aantal slachtoffers aan Sovjetzijde maakt duidelijk dat hoewel de Sovjets wonnen bij Korsoen, dat deze overwinning met een hoge prijs betaald moest worden.
Sovjetbronnen en getuigenverklaringen van het front nemen aan dat dat Duitse verliezen catastrofaal waren, met schattingen in de richting van 55.000 doden en 18.000 Duitse gevangenen van alleen al de omsingelde eenheden. De Duitse bronnen meldden echter andere cijfers. Zij stellen dat van de 60.000 omsingelde soldaten er tegen 16 februari minder dan 50.000 over waren. Hiervan namen 45.000 deel aan de uitbraak, wat leidde tot de ontsnapping van 27.703 Duitse soldaten en 1.063 Russische hulptroepen. Het totaal aantal doden, gewonden en vermisten wordt geschat op 31.000, hoewel deze aantallen geen betrekking hebben op de troepen die ontzetting uitvoerden. Officiële Duitse documenten meldden dat 40.423 Duitse soldaten ontsnapten, inclusief de gewonden die via de lucht werden geëvacueerd.
Sovjetbronnen meldden 80.188 slachtoffers van het 1e en 2e Oekraïense Front, waaronder 24.286 doden en vermisten en 55.902 gewonden. Deze verliezen werden geleden in de periode 24 januari - 17 februari 1944 tijdens zowel de omsingeling als de uitbraakpogingen.

## Propaganda
Beide zijden riepen Korsoen uit tot een overwinning. Maarschalk Konev beweerde 130.000 Duitse slachtoffers te hebben veroorzaakt; een bewering die ontkracht wordt door de officiële Duitse geschiedschrijving. De Sovjethistoricus Sergei Smirnov omschreef de overwinning bij Korsoen als een 'Stalingrad aan de Dnjepr' en dat de overwinning het resultaat was van de kracht van het Rode Leger tegen de verzwakte Wehrmacht. Maarschalk Zjoekov weigerde overschaduwd te worden door zijn rivaal en vond het onverteerbaar dat Konevs 2e Oekraïense Front de eer kreeg van de overwinning en niet het 1e Oekraïense Front van Vatoetin.
Aan Duitse zijde werd de tegenaanval omschreven als een groot succes waarin een groep dappere Duitse soldaten hun net zo heroïsche kameraden bevrijdden die gevangen zaten in de omsingeling. Generaal Von Vormann, die het 47e Pantserkorps leidde tijdens de gevechten, beschreef dat "de soldaten die eraan deelnamen zeer verbaasd waren toen hen werd verteld dat zij een grote overwinning hadden behaald." Het Duitse oppercommando was opgelucht dat zoveel troepen wisten te ontsnappen. Adolf Hitler klaagde enkel kort over de hoeveelheid materiaal dat achtergelaten was.

## Slagorde
Rode Leger
1e Oekraïense Front
27e Leger
- 47e Infanteriekorps
  - 38e Infanteriedivisie
  - 136e Infanteriedivisie
  - 180e Infanteriedivisie
- Rechtstreeks onder bevel 27e Leger
  - 206e Infanteriedivisie
  - 309e Infanteriedivisie
  - 337e Infanteriedivisie
  - 159e Versterkte Regio

40e Leger
- 50e Infanteriekorps
  - 74e Infanteriedivisie
  - 163e Infanteriedivisie
  - 240e Infanteriedivisie
- 51e Infanteriekorps
  - 167e Infanteriedivisie
  - 232e Infanteriedivisie
  - 340e Infanteriedivisie
  - Tsjechoslowaakse Brigade

6e Tankleger
- 5e Gemechaniseerde Korps
- 5e Garde Tankleger

Rechtstreeks onder bevel Front
- 42e Garde Infanteriedivisie
- 237e Infanteriedivisie
- 389e Infanteriedivisie
- 1e Garde Cavaleriekorps
- 1e Garde Artilleriedivisie
- 3e Garde Raketlanceerdivisie

2e Oekraïense Front
52e Leger
- 73e Infanteriekorps
  - 7e Garde Luchtlandingsdivisie
  - 62e Garde Infanteriedivisie
- 78e Infanteriekorps
  - 254e Infanteriedivisie
  - 373e Infanteriedivisie
  - 294e Infanteriedivisie

5e Garde Tankleger
- 18e Tankkorps
- 29e Tankkorps

Rechtstreeks onder bevel Front
- 26e Garde Infanteriekorps
  - 25e Garde Infanteriedivisie
  - 6e Infanteriedivisie
  - 31e Infanteriedivisie
  - 89e Garde Infanteriedivisie
- 5e Garde Cavaleriekorps
- 20e Tankkorps

Wehrmacht
Legergroep Zuid
8e Leger
- 11e Legerkorps
  - 5e SS Pantserdivisie
  - 5e SS Infanteriebrigade
  - 57e Infanteriedivisie
  - 72e Infanteriedivisie
  - 389e Infanteriedivisie
- 47e Pantserkorps
  - 3e Pantserdivisie
  - 11e Pantserdivisie
  - 13e Pantserdivisie
  - 14e Pantserdivisie

1e Pantserleger
- 42e Legerkorps
  - 88e Infanteriedivisie
  - 168e Infanteriedivisie
- 3e Pantserkorps
  - 1e Pantserdivisie
  - 16e Pantserdivisie
  - 17e Pantserdivisie
  - 1e SS Pantserdivisie
  - 198e Infanteriedivisie